# Volevo dirti che ti amo
Volevo dirti che ti amo è un brano musicale della cantante italiana Laura Pausini. È il 4º ed ultimo singolo estratto nel 2001 dall'album Tra te e il mare del 2000. In Brasile è il 3° singolo estratto dall'album. Il 7 marzo 2001 viene reso disponibile in esclusiva solo il videoclip ufficiale sul sito ufficiale dell'artista.

## Il brano
La musica è composta da Eric Buffat; il testo è scritto da Laura Pausini, Cheope e Giuseppe Dati; l'adattamento spagnolo è di Badia.
La canzone viene tradotta in lingua spagnola con il titolo Quiero decirte que te amo, inserita nell'album Entre tú y mil mares ed estratta come 4º ed ultimo singolo in Cile e in Argentina; in Spagna è il 3° singolo estratto dall'album.
Viene trasmesso in radio solo il brano in lingua spagnola; vengono realizzati i 2 videoclip.

## Il video
Il videoclip (in lingua italiana e in lingua spagnola) è stato diretto dal regista Luca Lucini.

## Tracce
CDS - Promo Warner Music Italia
1. Volevo dirti che ti amo

CDS - Promo Warner Music Spagna-Latina
1. Quiero decirte que te amo

CDS - Warner Music Spagna-Latina
1. Quiero decirte que te amo (Remix)

Download digitale
1. Volevo dirti che ti amo
2. Quiero decirte que te amo

## Classifiche
Posizioni massime
| Classifica (2001)            | Posizione |
| ---------------------------- | --------- |
| Stati Uniti (Latin Song)     | 36        |
| Stati Uniti (Latin Pop Song) | 15        |

## Cover
Nel 2008 il gruppo statunitense Dark Latin Groove realizza una cover di Quiero decirte que te amo in versione salsa-reggae e inserendola nell'album Renacer ed estratta come 1° singolo.
Il 19 gennaio 2024 i cantanti messicani LP Norteño e Franco Rey pubblicano una cover di Quiero decirte que te amo.